# Galileoskop

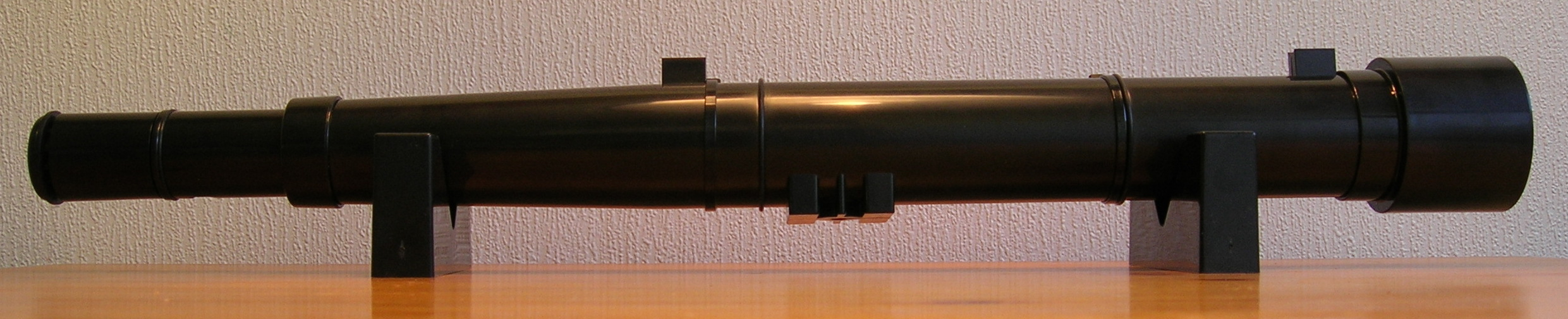
Galileoskop

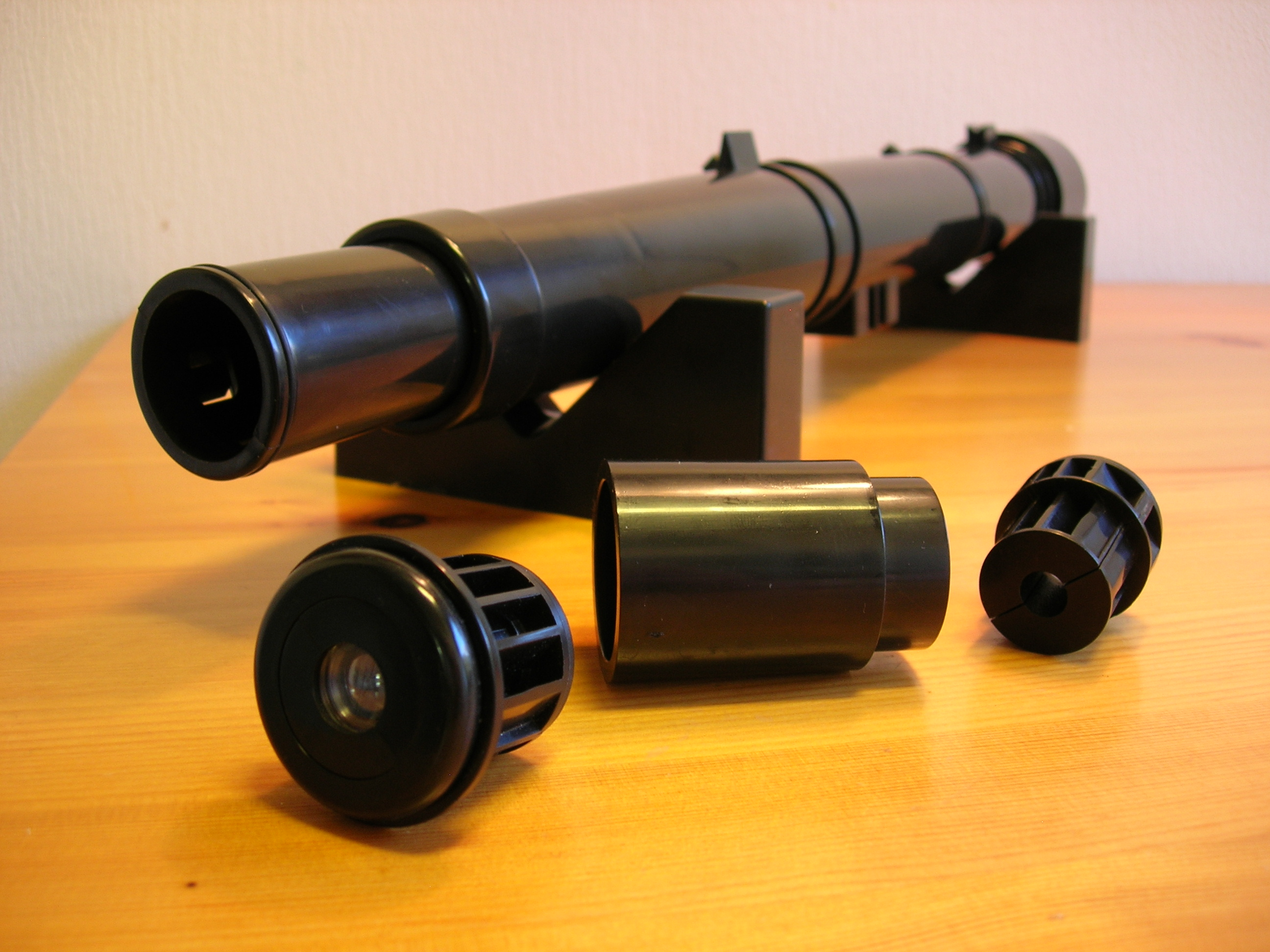
Galileoskop ze zdemontowanym okularem

Galileoskop – instrument optyczny, rodzaj teleskopu refrakcyjnego, o konstrukcji zbliżonej do lunety, jaką dysponował Galileusz. Średnica obiektywu wynosi 50 mm, a średnica okularu – 20 mm. W zależności od konfiguracji (możliwe jest korzystanie z układu 4, 6 lub 8 soczewek – dzięki opcji zmiany okularu) galileoskop oferuje 17-, 25- lub 50-krotne powiększenie.
Nazwa pochodzi od tytułu międzynarodowego projektu, nawiązującego do patrona Międzynarodowego Roku Astronomii 2009 ogłoszonego w 400. rocznicę pierwszego użycia lunety do obserwacji nieba przez Galileusza. Celem projektu jest umożliwienie każdemu chętnemu wykonania galileuszowych obserwacji kraterów Księżyca, czterech księżyców Jowisza czy Plejad przy pomocy galileoskopu.
Pierwsze galileoskopy do Polski trafiły pod koniec lipca 2009.